# Rob Benedict
Robert «Rob» Patrick Benedict (Columbia, Estados Unidos; 21 de septiembre de 1970) es un actor, actor de voz y cantante estadounidense. Es mayormente reconocido por su trabajo en distintas series y filmes de comedia como Felicity, Head Case y Not Another Teen Movie (2001), además de sus constantes apariciones en Supernatural. Asimismo, Benedict es el vocalista y guitarrista principal de la banda de indie rock, Louden Swain, la cual fundó en 1995 en Chicago y con la que ha publicado seis álbumes de estudio, un extended play y un sencillo.

## Biografía

### 1970-2008: inicios como actor y Louden Swain
Robert Patrick Benedict nació el 21 de septiembre de 1970 en la ciudad de Columbia, ubicada en Misuri, Estados Unidos. Creció y cursó la secundaria en su ciudad natal, hasta que posteriormente se mudó a Chicago para estudiar en la Universidad del Noroeste, donde adquirió su título en Artes Escénicas. Mientras cursaba la carrera, conoció a Michael Borja y David Wendell, con quienes fundó una banda llamada Louden Swain, en la cual es vocalista y guitarrista. Tras culminar sus estudios en 1995, se mudó a Los Ángeles, donde consiguió oportunidades para actuar en cortometrajes, además de haber aparecido en la serie Beverly Hills, 90210. Asimismo, su banda contrató a Stephen Norton y comenzaron a grabar sus primeras canciones mientras Benedict continuaba apareciendo en series y películas, hasta que en 1998, adquirió fama interpretando a Richard Coad en Felicity, papel que desarrolló por 36 episodios.
En el 2000, Benedict actuó en episodios de series como Buffy the Vampire Slayer y Chicago Hope, y solo un año más tarde, Louden Swain fundó 3 Car Wreckords, sello con el cual lanzaron su primer álbum, Able-Legged Heroes. Por otra parte, Benedict apareció en la película Not Another Teen Movie, la cual tuvo buena recepción de parte del público. En los años posteriores, siguió apareciendo en diversas series y películas como Birds of Prey y Two Days (2003). Asimismo, hizo la voz de Vin en los videojuegos Jak II y Jak 3. En 2005, comenzó a actuar de forma recurrente en la serie Threshold y un año más tarde, Louden Swain lanzó otros dos álbumes, llamados Overachiever y Suit and Tie, también distribuidos por 3 Car Wreckords. En 2007 y 2008, hizo apariciones en Sex and Death 101, Burn Notice y House.

### 2009-presente:SupernaturalyKings of Con
En 2009, Benedict comenzó a aparecer de forma recurrente en la serie Head Case hasta que culminó. Asimismo, hizo su debut en Supernatural y tuvo buena recepción de parte de los seguidores de la serie. Igualmente, Louden Swain lanzó su cuarto álbum, A Brand New Hurt. Posteriormente, Benedict actuó en más series y filmes como State of Play (2009), A Little Help (2010), Hasta que la muerte nos separe y Law & Order: LA. Eventualmente, siguió regresando a Supernatural dado el desarrollo de su personaje, lo que mejoró la acogida de parte de los seguidores, y por ello, Louden Swain empezó a tocar en las convenciones de la serie alrededor del mundo. En 2012, la banda sacó su quinto disco, Eskimo, que fue distribuido por Omnivore Records. En 2013, siguió actuando en series como El mentalista y 1600 Penn, hasta que en octubre de ese año, sufrió un accidente cerebrovascular que lo obligó a retirarse temporalmente de la actuación para enfocarse en su recuperación. En 2014, su banda publicó su sexto álbum, Sky Alive, que incluyó las canciones que pudieron concluirse antes del accidente del actor.
En 2015, tras su total recuperación, volvió a aparecer en televisión en tres episodios de Masters of Sex, además de tener participaciones especiales en The Hillywood Show y Documentary Now!. En 2016, comenzó una serie web junto al actor Richard Speight, Jr., titulada Kings of Con, en la cual ambos relataban su viaje por el mundo con las convenciones de Supernatural. En 2017, Louden Swain lanzó su séptimo álbum, No Time Like the Present, que incluyó el primer sencillo de la banda, «Amazing», primer tema que Benedict compuso tras haberse recuperado de su accidente y que fue inspirado por el mismo.

## Vida personal y filantropía

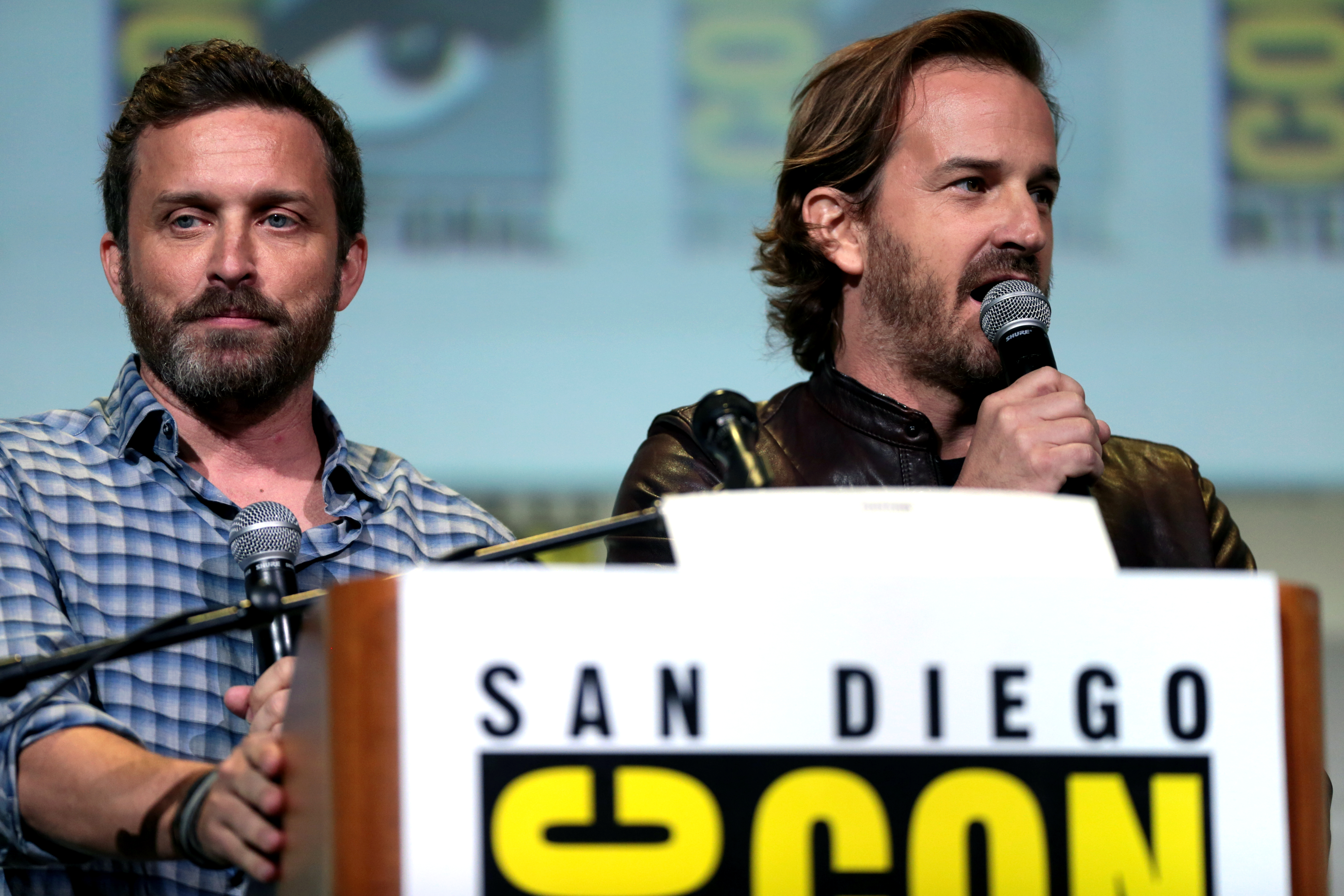
Benedict junto a Richard Speight, Jr. en la Comic-Con de San Diego de 2016.

Benedict vive en la ciudad de Los Ángeles junto a su esposa Mollie Benedict, con quien tiene dos hijos, Calvin y Audrey Benedict. Por otra parte, en octubre de 2013, Benedict sufrió un accidente cerebrovascular. El suceso ocurrió durante una de las convenciones de Supernatural que se estaba llevando a cabo en Toronto, Canadá. Después de haber tocado junto a Louden Swain para introducir el evento, Benedict se encontraba tras bambalinas junto al actor Richard Speight, Jr., quien notó un comportamiento raro en Benedict, que estaba teniendo dificultades para generar palabras. Speight insistió en que ambos acudieran al hospital, y una vez allí, se les notificó que Benedict había sufrido un accidente cerebrovascular y debía recibir atención inmediata. El actor fue ingresado de emergencias y permaneció internado por casi dos semanas, hasta que fue trasladado a un hospital en Los Ángeles. Inicialmente, el diagnóstico de los doctores era que Benedict podría no volver a hablar de nuevo dada la gravedad del accidente. No obstante, tras haber sido dado de alta, el actor empezó a tomar terapia del lenguaje y se recuperó totalmente. Sobre la experiencia, comentó que de no haber sido por la rápida respuesta de Speight y el apoyo de los seguidores de Supernatural, no habría sobrevivido al accidente.
Después del incidente, Benedict comenzó a apoyar activamente a la National Stroke Association (NSA), organización sin fines de lucro que busca ayudar a las víctimas de accidentes cerebrovasculares. Junto a Speight, lanzó una campaña llamada Getting By With A Little Help, que recaudaba fondos para la NSA a través de la venta de camisetas. Después, realizó otra campaña titulada Benedict's Rock God Campaign, como guiño al episodio Don't Call Me Shurley de Supernatural, en el que Benedict interpreta a Dios, quien es amante del indie rock. Dicha campaña también recaudó fondos para la NSA, aunque esta vez con mercancía más vasta, incluidos collares, suéteres y gorros, así como una versión de la canción «Fare Thee Well», la cual interpreta en el mencionado episodio.

## Filmografía

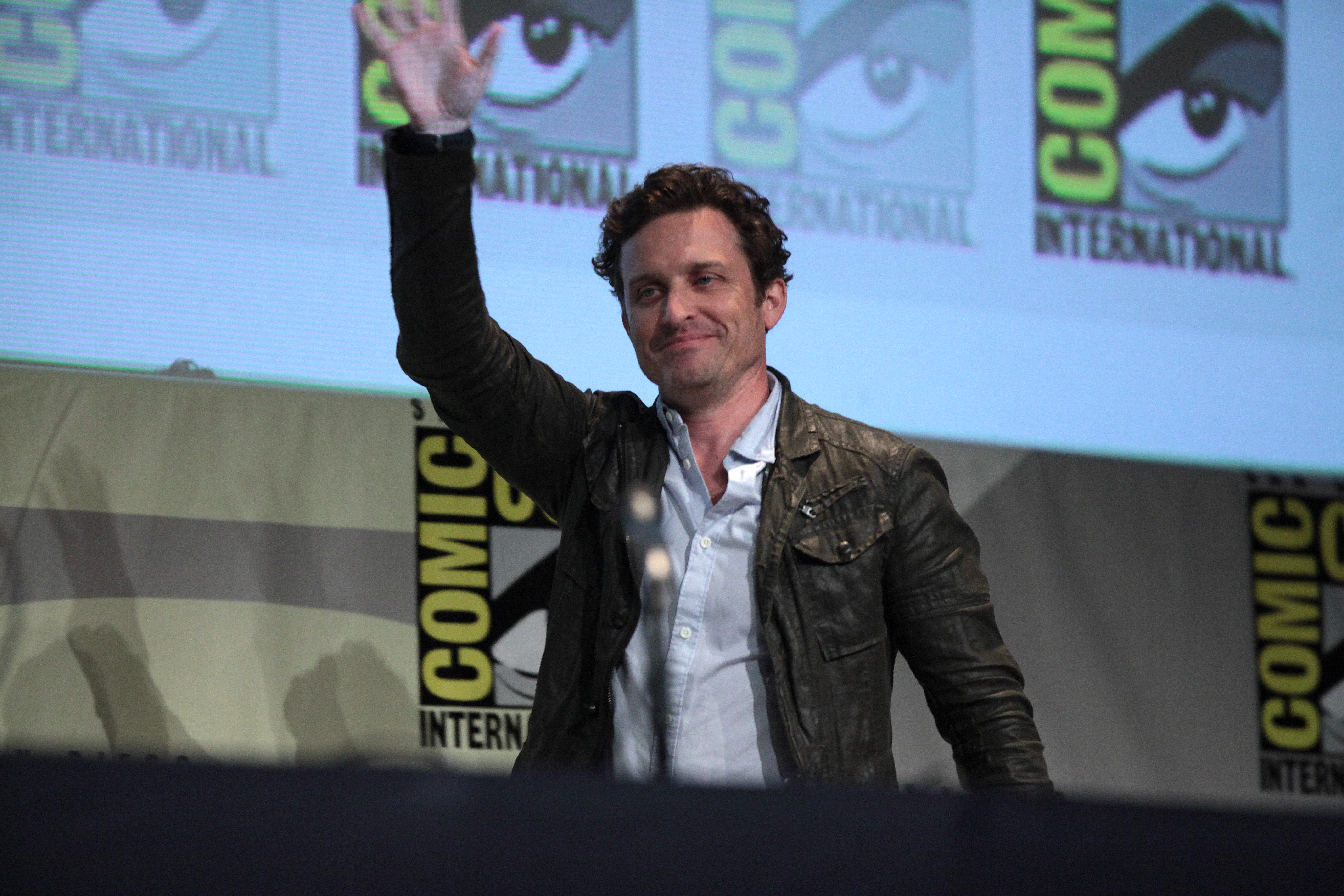
Benedict en la Comic-Con de San Diego de 2015.

| Año  | Título                                      | Rol                  | Notas        |
| ---- | ------------------------------------------- | -------------------- | ------------ |
| 1995 | Run a Mile in My Shoes                      | Desconocido          | Cortometraje |
| 1997 | Fairfax Fandango                            | Desconocido          | Cortometraje |
| 1999 | Tequila Body Shots                          | Ted                  |              |
| 1999 | Bad City Blues                              | Tommy                |              |
| 2001 | Not Another Teen Movie                      | Preston Wasserstein  |              |
| 2002 | The First $20 Million Is Always the Hardest | Willy                |              |
| 2002 | The Naked Run                               | Lancer Higgins       | Cortometraje |
| 2002 | American Pi                                 | Max                  | Cortometraje |
| 2003 | Two Days                                    | Scott                |              |
| 2003 | My Dinner with Jimi                         | Donovan              |              |
| 2005 | Overachievers                               | Ben Martan           |              |
| 2005 | Kicking & Screaming                         | Empleado de Beantown |              |
| 2005 | Waiting...                                  | Calvin               |              |
| 2007 | Sex and Death 101                           | Bow-Tie Bob          |              |
| 2008 | Say Goodnight                               | Leroy                |              |
| 2009 | Call Back                                   | Levi                 |              |
| 2009 | State of Play                               | Milt                 |              |
| 2010 | A Little Help                               | Paul Helms           |              |
| 2010 | Arts & Crafts                               | Rob                  | Cortometraje |
| 2010 | Group Sex                                   | Donny                |              |
| 2011 | Lifetripper                                 | Stan Norman          |              |
| 2012 | The Case of the Missing Garden Gnome        | Seamus               | Cortometraje |
| 2012 | Sexy Daddy                                  | Desconocido          | Cortometraje |
| 2013 | The Sidekick                                | Max McCabe           | Cortometraje |
| 2016 | Bad, Bad Men                                | Ken                  |              |
| 2017 | Five Minutes                                | Tom                  | Cortometraje |
| 2018 | 30 Miles from Nowhere                       | Larry                |              |
| 2021 | Violet                                      | Fred Collins         |              |

| Año       | Título                           | Rol                               | Notas                                               |
| --------- | -------------------------------- | --------------------------------- | --------------------------------------------------- |
| 1996      | Beverly Hills, 90210             | Estudiante                        | Episodio: «Fade In, Fade Out»                       |
| 1997      | Alright Already                  | Jason                             | Episodio: «Again with the Jessica's Boyfriend»      |
| 1998      | Pacific Blue                     | Craig                             | Episodio: «Treasure Hunt»                           |
| 1998-2002 | Felicity                         | Richard Coad                      | 36 episodios                                        |
| 1999      | Wasteland                        | Desconocido                       | Episodio: «Death Becomes Her»                       |
| 2000      | Snoops                           | Marv                              | Episodio: «Swan Chant»                              |
| 2000      | Chicago Hope                     | Dr. Peter Ball                    | 2 episodios                                         |
| 2000      | Buffy the Vampire Slayer         | Jape                              | 2 episodios                                         |
| 2000      | Opposite Sex                     | Cecil Livengood                   | Episodio: «The Car Episode»                         |
| 2000      | Mysterious Ways                  | Warren                            | Episodio: «Stranger in the Mirror»                  |
| 2002      | NYPD Blue                        | Jeff Gamble                       | Episodio: «Jealous Hearts»                          |
| 2002-03   | Birds of Prey                    | Gibson Kafka                      | 4 episodios                                         |
| 2004      | Come to Papa                     | Judah                             | 4 episodios                                         |
| 2005      | NCIS                             | Aaron Alan Wright                 | Episodio: «Doppelganger»                            |
| 2005      | Medium                           | Pasajero                          | Episodio: «Being Mrs. O'Leary's Cow»                |
| 2005      | Alias                            | Brodien                           | 2 episodios                                         |
| 2005      | Monk                             | Jonathan Davenport                | Episodio: «Mr. Monk Goes to a Wedding»              |
| 2005-06   | Threshold                        | Lucas Pegg                        | 13 episodios                                        |
| 2008      | Dirt                             | Keith Straub                      | Episodio: «Welcome to Normal»                       |
| 2008      | House                            | Dr. Jaime Conway                  | Episodio: «Living the Dream»                        |
| 2008      | Burn Notice                      | Eddie Ash                         | Episodio: «Bad Blood»                               |
| 2008-09   | Head Case                        | Jeremy Berger                     | 21 episodios                                        |
| 2009      | CSI: Crime Scene Investigation   | Brian Morley                      | Episodio: «No Way Out»                              |
| 2009-16   | Supernatural                     | Chuck Shurley · Dios              | 12 episodios                                        |
| 2010      | Hasta que la muerte nos separe   | Rainbow                           | Episodio: «Independent Action»                      |
| 2010      | Cold Case                        | Steve Burke '89                   | Episodio: «Almost Paradise»                         |
| 2010      | Law & Order: LA                  | Adam Yarborough                   | Episodio: «Pasadena»                                |
| 2011      | Svetlana                         | Desconocido                       | Episodio: «Outta Here Like Vladimir: Part II "URF"» |
| 2012      | Shameless                        | Dr. Noah Pitts                    | Episodio: «Can I Have a Mother»                     |
| 2012      | Psych                            | Mandlebaum                        | Episodio: «True Grits»                              |
| 2012      | NCIS: Los Ángeles                | Jarrod Prodeman                   | Episodio: «Touch of Death»                          |
| 2012      | Touch                            | Walt King / El Príncipe Invisible | 2 episodios                                         |
| 2013      | El mentalista                    | Paul Friedman                     | Episodio: «Red in Tooth and Claw»                   |
| 2013      | 1600 Penn                        | Escéptico                         | Episodio: «Skip the Tour»                           |
| 2013      | Susanna                          | Peter                             | 6 episodios                                         |
| 2013      | Franklin & Bash                  | Sandy Hall                        | 2 episodios                                         |
| 2015      | The Hillywood Show               | Caín                              | Episodio: «Supernatural Parody»                     |
| 2015      | Documentary Now!                 | Larry Fein                        | Episodio: «Sandy Passage»                           |
| 2015      | Masters of Sex                   | Jonathan Laurents                 | 3 episodios                                         |
| 2016-17   | Kings of Con                     | Rob Bennett                       | 10 episodios                                        |
| 2017      | Mentes Criminales: Sin Fronteras | David Curry                       | Episodio: «Made In...»                              |
| 2019      | Bosch                            | Dr. Victor Hansen                 | 2 episodios                                         |
| 2019      | NCIS: New Orleans                | Liam                              | 2 episodios                                         |
| 2021      | Lucifer                          | Vincent LeMec                     | 3 episodios                                         |

| Año  | Título | Rol | Notas |
| ---- | ------ | --- | ----- |
| 2003 | Jak II | Vin | Voz   |
| 2004 | Jak 3  | Vin | Voz   |

## Discografía

### Con Louden Swain
| Álbumes de estudio - Able-Legged Heroes (2001) - Suit and Tie (2006) - A Brand New Hurt (2009) - Eskimo (2012) - Sky Alive (2014) - No Time Like the Present (2017) | EP - Overachiever (2006) Sencillos - «Amazing» |